# Marc Furi Camil
Marc Furi Camil (en llatí Marcus Furius Camillus) (446 aC - 365 aC), sovint esmentat simplement com a Camil, va ser un magistrat romà, un dels més importants de la República Romana.

## Magistratures

### Primer tribunat
Segons Titus Livi va ser elegit tribú amb potestat consular per primera vegada l'any 403 aC, any en què hi hagué vuit tribuns consulars i única vegada que es va donar aquesta situació. Plutarc diu que la seva primera magistratura va ser la de censor, amb Marc Postumi, i se suposa que també va ser l'any 403 aC. Per tant, se suposa que els censors d'aquell any van ser inclosos per Livi a la llista de tribuns consulars.

### Segon tribunat i primer interregne
El segon cop que va ser tribú consular (comptant com a primer el cop en què en realitat era censor) hauria estat el 401 aC, any en què va atacar als faliscs i va assolar el territori. El segon (o tercer) tribunat consular seria el del 398 aC en què va dirigir un atac a Capena on va fer molt de botí. Els tribuns d'aquell any van haver de deixar el càrrec per decret del senat abans de l'acabament del termini. Quint Servili Fidenat i Camil van ser nomenats llavors interrexs.

### Primera dictadura
L'any 396 aC es van revoltar Veïs, Falerii i Fidenes i Camil va ser nomenat dictador per fer la guerra amb Publi Corneli Escipió com a magister equitum. Després de derrotar els faliscs, va marxar contra Veïs i va poder sotmetre la ciutat el desè any de guerra i va fer un gran botí incloent-hi l'estàtua de Juno Regina que va portar a Roma, al temple de l'Aventí, consagrat el 391 aC. Va celebrar el triomf a la seva tornada a Roma.

### Tercer tribunat, segon interregne i exili
L'any 394 aC va ser nomenat per tercera (o quarta) vegada tribú consular i va sotmetre finalment els faliscs. Falerii va ser ocupada i els ciutadans d'aquella ciutat van apreciar molt el tracte just de Camil.
El 391 aC va ser nomenat altre cop interrex per fer els auspicis, ja que altres magistrats havien estat afectats per una epidèmia, en la que el mateix Camil va perdre un fill. En aquest mateix any, el tribú de la plebs Luci Apuleu el va acusar de distribuir en benefici propi el botí fet a Veïs, i va haver de sortir cap a l'exili a Ardea. Va ser condemnat en absència a pagar una multa de 15000 asos.

### Invasió dels gals i segona dictadura
Quan els gals es van acostar a Roma i van ocupar la ciutat, una llei especial (lex curiata) va permetre fer-lo tornar de l'exili i abans d'arribar ja el van nomenar dictador, l'any 390 aC. Quan va arribar prop de Roma va nomenar Luci Valeri Potit com a magister equitum, va reunir les forces romanes disperses i va marxar cap a Roma on va sorprendre els gals i, segons les cròniques romanes, els va derrotar completament. Però probablement la cosa va ser més complexa i simplement els va representar una amenaça de manera que van aixecar el setge del Capitoli i van sortir de la ciutat.
Camil va entrar llavors en triomf i rebé la consideració de alter Romulus, pater patriae, i conditor alter urbis. Es va ocupar de restaurar els temples i la ciutat. Inicialment, el poble volia abandonar la ciutat i establir-se a Veïs, però finalment va acceptar de quedar-se. Camil va deixar la dictadura.

### Tercer interregne i tercera dictadura
El 389 aC va ser nomenat interrex un altre cop, per elegir els tribuns amb poder consular. El mateix any, alguns pobles van amenaçar Roma esperant conquerir-la sense problemes, i va ser nomenat altre cop dictador amb Gai Servili Ahala com a magister equitum. Va derrotar els volscs i els va prendre el campament, obligant-los a pactar una treva de setanta anys. Els eques van ser derrotats prop de Bola i va ocupar la seva capital. També Sutrium, que havia estat presa pels etruscs, va ser recuperada pels romans. Altre cop, Camil va entrar a Roma en triomf.

### Quart, cinquè i sisè tribunats
L'any 386 aC va ser elegit altre cop tribú amb poder consular per quarta (o cinquena) vegada, rebutjant la dictadura que se li va oferir. Va derrotar llavors a Àntium els etruscs.
L'any 384 aC el van elegir altre cop tribú amb poder consolar per cinquena (o sisena) vegada i el 381 aC per sisena (o setena) vegada. En aquest darrer any va derrotar els revoltats volscs a Praeneste. Durant la guerra contra els volscs, Luci Furi Medul·lí va ser nomenat el seu col·lega, i com que no estava d'acord amb la lentitud en què Camil feia les operacions, va iniciar l'atac, però el van rebutjar i va haver de fugir. Camil va obligar els fugitius a tornar al combat, i amb les seves forces va obtenir una completa victòria. Després va fer la guerra a Tusculum, que havia donat suport als volscs, i Camil, tot i el que havia fet Medul·lí, el va triar un altre cop com a col·lega i li va donar l'oportunitat de redreçar la seva desgràcia.

### Quarta dictadura
L'any 368 aC els patricis van fer un darrer esforç contra les noves lleis de Gai Licini Estoló, i el Senat va nomenar Camil, partidari dels patricis, dictador per quarta vegada. Va nomenar Luci Emili Mamercí com a col·lega. Camil va veure que era impossible oposar-se per més temps a allò que demanaven els plebeus, i va presentar aviat la dimissió i el va substituir en la dictadura Publi Manli Capitolí.

### Cinquena dictadura
El 367 aC va esclatar una nova guerra amb els gals i Camil, amb prop de 80 anys, va ser cridat altre cop a la dictadura per cinquena vegada, amb Tit Quint Cincinnat Capitolí II i va obtenir una nova victòria i altre cop els honors del triomf.

## Mort
El 365 aC va morir en una plaga.